# Deutsche Leichtathletik-Meisterschaften 1995
Die 95. Deutschen Leichtathletik-Meisterschaften wurden vom 30. Juni bis zum 2. Juli 1995 im Bremer Weserstadion ausgetragen.

## Wettbewerbe
Eine Anpassung gab es wieder einmal in einer Disziplin der Frauenleichtathletik. Anstelle der 3000 Meter wurden ab jetzt wie bei den Männern 5000 Meter gelaufen. Damit war die Angleichung der Disziplinbreite bei den Frauen schon sehr weit fortgeschritten. Was v. a. noch fehlte, war eine Veränderung im Gehen, die 1998 erst einmal zur Einführung der Streckenlänge von 20 km anstelle der 10 km führte, sowie die Miteinbeziehung der 3000 m Hindernis, die dann im Jahr 2002 erfolgte.

## Ausgelagerte Disziplinen
Außerdem wurden wie in den Jahren zuvor weitere Meisterschaftstitel an verschiedenen anderen Orten vergeben, in der folgenden Auflistung in chronologischer Reihenfolge benannt.
- Crossläufe – Wetter (Ruhr), 4. März mit Einzel-/Mannschaftswertungen für Frauen und Männer auf jeweils zwei Streckenlängen (Mittel-/Langstrecke)
- Marathonlauf – im Rahmen des Hamburg-Marathons am 30. April mit Einzel-/Mannschaftswertungen für Frauen und Männer[2]
- 100-km-Straßenlauf – Pfalzgrafenweiler, 30. April mit Einzel-/Mannschaftswertungen für Frauen und Männer[3]
- Läufe über 10.000 m (Frauen und Männer) – Blankenburg (Harz), 25. Mai
- 10-km-Gehen (Frauen)/50-km-Gehen (Männer) – Boppard, 25. Mai mit jeweils mit Einzel- und Mannschaftswertungen
- Berglauf im Rahmen des Hohenneuffen-Berglaufs – Beuren (bei Nürtingen), 11. Juni mit Einzel-/Mannschaftswertung für Männer und Frauen
- Langstaffeln, Frauen: 3 × 800 m/Männer: 4 × 800 m und 4 × 1500 m – Rhede, 9. Juli im Rahmen der Deutschen Jugendmeisterschaften
- Mehrkämpfe (Frauen: Siebenkampf)/(Männer: Zehnkampf) – Ulm, 26./27. August mit Einzel- und Mannschaftswertungen
- Halbmarathon – Wörth-Maximiliansau, 9. September mit Einzel-/Mannschaftswertungen für Frauen und Männer

## Rekorde
Es wurden zwei neue deutsche Rekorde (DR) aufgestellt:
- 110-Meter-Hürdenlauf: 13,05 s – Florian Schwarthoff (TV Heppenheim) bei einem Gegenwind von 0,8 m/s
- 4-mal-1500-Meter-Staffel: 14:59,06 min – TV Wattenscheid 01 (Daniel Elferich, Mark Ostendarp, Thorsten Kallweit, Rüdiger Stenzel)

## Medaillengewinner Männer
Die folgenden Übersichten fassen die Medaillengewinner und -gewinnerinnen zusammen. Eine ausführlichere Übersicht mit den jeweils ersten acht in den einzelnen Disziplinen findet sich unter dem Link Deutsche Leichtathletik-Meisterschaften 1995/Resultate.
| Disziplin                                   | Gold                                                                               | Leistung          | Silber                                                                       | Leistung       | Bronze                                                                                   | Leistung       |
| ------------------------------------------- | ---------------------------------------------------------------------------------- | ----------------- | ---------------------------------------------------------------------------- | -------------- | ---------------------------------------------------------------------------------------- | -------------- |
| 100 m (Wind: +0,2)                          | Marc Blume (TV Wattenscheid 01)                                                    | 10,30 s00000      | Michael Huke (TV Wattenscheid 01)                                            | 10,36 s00      | Jörg Rößler (LAC Quelle Fürth/München)                                                   | 10,54 s00      |
| 200 m (Wind: −0,7)                          | Marc Blume (TV Wattenscheid 01)                                                    | 20,47 s00000      | Robert Kurnicki (TV Wattenscheid 01)                                         | 20,56 s00      | Alexander Lack (LT Hannover)                                                             | 20,74 s00      |
| 400 m                                       | Uwe Jahn (LAC Chemnitz)                                                            | 45,95 s00000      | Rico Lieder (LAC Chemnitz)                                                   | 46,15 s00      | Kai Karsten (LG Braunschweig)                                                            | 46,27 s00      |
| 800 m                                       | Nico Motchebon (LAC Halensee Berlin)                                               | 1:45,78 min000    | Joachim Dehmel (SpVgg. Feuerbach)                                            | 1:47,18 min    | Alexander Adam (LG Bayer Leverkusen)                                                     | 1:47,38 min    |
| 1500 m                                      | Dieter Baumann (LG Bayer Leverkusen)                                               | 3:40,02 min000    | Rüdiger Stenzel (TV Wattenscheid 01)                                         | 3:40,04 min    | Jens-Peter Herold (SCC Berlin)                                                           | 3:40,66 min    |
| 5000 m                                      | Dieter Baumann (LG Bayer Leverkusen)                                               | 13:26,54 min000   | Carsten Eich (SC DHfK Leipzig)                                               | 13:40,46 min   | Mirco Döring (ASV Köln)                                                                  | 13:55,73 min   |
| 10.000 m                                    | Stéphane Franke (LG Salamander Kornwestheim)                                       | 28:05,28 min000   | Stephan Freigang (LC Cottbus)                                                | 28:21,66 min   | Steffen Dittmann (TuS Solbad Ravensberg)                                                 | 29:22,69 min   |
| Halbmarathon                                | Stephan Freigang (LC Cottbus)                                                      | 1:04:22 h0000000  | Rainer Wachenbrunner (SCC Berlin)                                            | 1:04:38 h0000  | Kurt Stenzel (LAC Quelle Fürth/München)                                                  | 1:04:41 h0000  |
| Halbmarathon, Mannschaftswertung            | LAC Quelle Fürth/MünchenKurt Stenzel Klaus-Peter Nabein Eike Loch                  | 3:17:05 h0000000  | LAV Bayer Uerdingen/DormagenThorsten Naumann Roland Emmerich Claus Seifert   | 3:22:59 h0000  | LC CottbusStephan Freigang Uwe Czarnofski Dirk Schinkoreit                               | 3:23:05 h0000  |
| Marathon                                    | Konrad Dobler (SVO Germaringen)                                                    | 2:12:56 h0000000  | Heiko Schinkitz (SG Adelsberg)                                               | 2:15:18 h0000  | Klaus-Peter Nabein (LAC Quelle Fürth/München)                                            | 2:15:50 h0000  |
| Marathon, Mannschaftswertung                | LAC Quelle Fürth/MünchenKlaus-Peter Nabein Dirk Nürnberger Eike Loch               | 6:55:29 h0000000  | SVO GermaringenKonrad Dobler Xaver Stückl Eike Konrad Velle                  | 7:14:20 h0000  | TSV Adelberg-OberberkenPeter Maier Thomas Danzer Torsten Sternberg                       | 7:14:33 h0000  |
| 100-km-Straßenlauf                          | Michael Sommer (Eichenkreuz Schwaikheim)                                           | 6:49:16 h0000000  | Lutz Aderhold (Spiridon Frankfurt)                                           | 6:55:03 h0000  | Ulrich Amborn (LG Offenbach)                                                             | 6:59:48 h0000  |
| 100-km-Straßenlauf, Mannschaftswertung      | LTF MarpingenRobert Feller Guido Joerg Jörg Hooß                                   | 22:34:09 h0000000 | SSC Hanau-RodenbachStefan Hinze Mühl Hans-Werner Schween                     | 23:55:25 h0000 | Eichenkreuz SchwaikheimMichael Sommer Gerd Blietschau Hans-Jürgen Sanin                  | 24:20:37 h0000 |
| 110 m Hürden (Wind: −0,8)                   | Florian Schwarthoff (TV Heppenheim)                                                | 13,05 s DR00      | Eric Kaiser (LAC Quelle Fürth/München)                                       | 13,38 s00      | Sven Göhler (LG Potsdam)                                                                 | 13,41 s00      |
| 400 m Hürden                                | Olaf Hense (LG Olympia Dortmund)                                                   | 49,87 s00000      | Michael Kaul (USC Mainz)                                                     | 49,99 s00      | Stefan Striezel (TV Wattenscheid 01)                                                     | 50,47 s00      |
| 3000 m Hindernis                            | Martin Strege (ESC Erfurt)                                                         | 8:27,68 min000    | Steffen Brand (LG Bayer Leverkusen)                                          | 8:28,98 min    | Kim Bauermeister (LG VfB/Kickers Stuttgart)                                              | 8:32,37 min    |
| 4 × 100 m Staffel                           | TV Wattenscheid 01Holger Blume Robert Kurnicki Michael Huke Marc Blume             | 39,37 s00000      | LAC Quelle Fürth/MünchenJörg Treffer Jörg Rößler Jürgen Urban Alexander Rehm | 40,02 s00      | LG Salamander KornwestheimThomas Nitsch Patrick Schneider Tobias Roese Claus Kleinknecht | 40,40 s00      |
| 4 × 400 m Staffel                           | LAC ChemnitzJens Carlowitz Uwe Jahn Thomas Schönlebe Rico Lieder                   | 3:03,04 min000    | LG Bayer LeverkusenDaniel Bittner Julian Voelkel Andreas Adam Markus Rau     | 3:05,28 min    | LG BraunschweigJörg Teichler Lars Dethlefs Markus Diekmann Kai Karsten                   | 3:07,96 min    |
| 4 × 800 m Staffel                           | LG DüsseldorfBrügelmann Uwe Bergmann Frank van Thiel Imram Sillah                  | 7:28,57 min000    | ASV KölnManfred Wollersheim Gerd Schäfer Christoph Meyer Christian Ermert    | 7:29,36 min    | TuS Köln rrh. 1874Fischer Rana Bhattacharjee Waage Lars Jucken                           | 7:31,10 min    |
| 4 × 1500 m Staffel                          | TV Wattenscheid 01Daniel Elferich Mark Ostendarp Thorsten Kallweit Rüdiger Stenzel | 14:59,06 min DR   | OSC BerlinMichael Gottschalk Torsten Herwig Thomas Stoffer Martin Mielich    | 15:20,10 min   | LG BraunschweigDirk Loose Christian Husmann Andreas Fischer Jörn Wagner                  | 15:32,34 min   |
| 20-km-Gehen                                 | Nischan Tsamonikian (OSC München)                                                  | 1:22:49 h0000000  | Robert Ihly (LG Offenburg)                                                   | 1:23:20 h0000  | Axel Noack (OSC Berlin)                                                                  | 1:23:32 h0000  |
| 20-km-Gehen, Mannschaftswertung             | LGV GleinaMike Trautmann Denis Trautmann Markus Heft                               | 4:26:14 h0000000  | LAC Quelle Fürth/MünchenPeter Zanner Ralf Rose Alfons Schwarz                | 4:38:48 h0000  | TSV DresdenSten Reichel Jean Hoffmann Andre Gahr                                         | 4:40:21 h0000  |
| 50-km-Gehen                                 | Axel Noack (OSC Berlin)                                                            | 3:52:45 h0000000  | Ronald Weigel (LAC Halensee Berlin)                                          | 3:56:15 h0000  | Peter Zanner (LAC Quelle Fürth/München)                                                  | 4:08:04 h0000  |
| 50-km-Gehen, Mannschaftswertung             | LAC Quelle Fürth/MünchenPeter Zanner Andreas Hackbusch Alfons Schwarz              | 13:03:23 h0000000 | SV BreitenbrunnJoachim Maier Günter Thomas Karl-Heinz Adam                   | 15:04:59 h0000 | TV Groß-GerauRolf Fricke Heinrich Hänsel Uwe Rowold                                      | 15:28:16 h0000 |
| Hochsprung                                  | Wolf-Hendrik Beyer (LG Bayer Leverkusen)                                           | 2,30 m            | Ralf Sonn (TSG Weinheim)                                                     | 2,27 m         | Christian Rhoden (LG Bayer Leverkusen)                                                   | 2,18 m         |
| Stabhochsprung                              | Andrei Tivontschik (LAZ Zweibrücken)                                               | 5,70 m            | Tim Lobinger (LG Bayer Leverkusen)                                           | 5,60 m         | Edward Klaus (LG Bayer Leverkusen)                                                       | 5,40 m         |
| Weitsprung                                  | Georg Ackermann (TV Heppenheim)                                                    | 8,05 m            | Konstantin Krause (TSV Erfurt)                                               | 7,73 m         | André Müller (SC Empor Rostock)                                                          | 7,71 m         |
| Dreisprung                                  | Jens Schweitzer (Eintracht Frankfurt)                                              | 16,75 m           | Volker Ehmann (LAV Bayer Uerdingen/Dormagen)                                 | 16,68 m        | Hrovje Verzi (TV Wattenscheid 01)                                                        | 16,66 m        |
| Kugelstoßen                                 | Oliver-Sven Buder (TV Wattenscheid 01)                                             | 20,45 m           | Johnny Reinhardt (TV Wattenscheid 01)                                        | 19,78 m        | Oliver Dück (LAC Quelle Fürth/München)                                                   | 19,61 m        |
| Diskuswurf                                  | Lars Riedel (LAC Chemnitz)                                                         | 66,34 m           | Michael Möllenbeck (Eintracht Frankfurt)                                     | 65,78 m        | Carsten Kufahl (TV Wattenscheid 01)                                                      | 60,24 m        |
| Hammerwurf                                  | Claus Dethloff (LG Bayer Leverkusen)                                               | 76,78 m           | Karsten Kobs (LG Olympia Dortmund)                                           | 76,48 m        | Heinz Weis (LG Bayer Leverkusen)                                                         | 74,96 m        |
| Speerwurf                                   | Boris Henry (SV Saar 05 Saarbrücken)                                               | 88,46 m           | Raymond Hecht (TV Wattenscheid 01)                                           | 88,42 m        | Peter Blank (Eintracht Frankfurt)                                                        | 79,00 m        |
| Zehnkampf                                   | Michael Kohnle (SSV Ulm 1846)                                                      | 8209 P            | Thorsten Dauth (TV Heppenheim)                                               | 7965 P         | Norbert Demmel (LAC Quelle Fürth/München)                                                | 7922 P         |
| Zehnkampf, Mannschaftswertung               | SSV Ulm 1846Michael Kohnle Christian Franz Stefan Vogt                             | 23.129 P          | LAC Quelle Fürth/MünchenNorbert Demmel Peter Neumaier Helmut Haas            | 22.94 P        | LG Leinfelden/EchterdingenMartin Bertsch Sven Meyer Gert Rieger                          | 19.279 P       |
| Crosslauf Mittelstrecke – 3,8 km            | Jens Karraß (SCC Berlin)                                                           | 11:08 min00000    | Uwe Pflüger (ESC Erfurt)                                                     | 11:10 min00    | Klaus-Peter Nabein (LAC Quelle Fürth/München)                                            | 11:12 min00    |
| Crosslauf Mittelstrecke, Mannschaftswertung | SCC BerlinJens Karraß Uwe König Stephan Kabat                                      | Pl.-Ziff. 19      | LAC Quelle Fürth/MünchenKlaus-Peter Nabein Eike Loch Jens Bodemer            | Pl.-Ziff. 51   | LG BraunschweigJörn Wagner Andreas Fischer Krebs                                         | Pl.-Ziff. 59   |
| Crosslauf Langstrecke – 10,55 km            | Dieter Baumann (LG Bayer Leverkusen)                                               | 32:12 min00000    | Stephan Freigang (LC Cottbus)                                                | 32:49 min00    | Heinz-Bernd Bürger (LG Bayer Leverkusen)                                                 | 32:49 min00    |
| Crosslauf Langstrecke, Mannschaftswertung   | LAV Bayer Uerdingen/DormagenThorsten Naumann Frank Schnabel Roland Emmerich        | Pl.-Ziff. 57      | SVO GermaringenKonrad Dobler Stefan Gotschke Martin Sambale                  | Pl.-Ziff. 67   | SCC BerlinRainer Wachenbrunner Peter Könnicke Burkhard Frisch                            | Pl.-Ziff. 71   |
| Berglauf – 9,3 km                           | Thomas Greger (ABC Ludwigshafen)                                                   | 34:49 min00000    | Ulrich Steidl (SSC Hanau-Rodenbach)                                          | 34:52 min00    | Josef Öhrig (LG Bamberg)                                                                 | 35:25 min00    |
| Berglauf, Mannschaftswertung                | SSC Hanau-RodenbachUlrich Steidl Carsten Arndt Jochen Bind                         | 1:46:17 h0000000  | SVO GermaringenPhilipp Kehl Martin Sambale Reinhard Mayer                    | 1:49:24 h0000  | LG FrankfurtWolfgang Münzel Jörg Leipner Hans Pfisterer                                  | 1:50:23 h0000  |

## Medaillengewinner Frauen
| Disziplin                                            | Gold                                                                                  | Leistung       | Silber                                                                         | Leistung                 | Bronze                                                                           | Leistung                  |
| ---------------------------------------------------- | ------------------------------------------------------------------------------------- | -------------- | ------------------------------------------------------------------------------ | ------------------------ | -------------------------------------------------------------------------------- | ------------------------- |
| 100 m (Wind: +0,6)                                   | Melanie Paschke (LG Braunschweig)                                                     | 11,04 s00      | Gabriele Becker (LAZ Bruchköbel)                                               | 11,34 s00                | Andrea Philipp (TV Schriesheim)                                                  | 11,34 s00                 |
| 200 m (Wind: −0,7)                                   | Melanie Paschke (LG Braunschweig)                                                     | 22,53 s00      | Silke Lichtenhagen (LG Bayer Leverkusen)                                       | 23,00 s00                | Birgit Rockmeier (LAG Mittlere Isar)                                             | 23,29 s00                 |
| 400 m                                                | Silke-Beate Knoll (LG Olympia Dortmund)                                               | 50,85 s00      | Uta Rohländer (TSV Erfurt)                                                     | 51,42 s00                | Linda Kisabaka (LG Bayer Leverkusen)                                             | 51,57 s00                 |
| 800 m                                                | Anne Bruns (LAV Meppen)                                                               | 2:04,24 min    | Marlies Hartlieb (LG Nord Berlin)                                              | 2:04,82 min              | Ivonne Teichmann (SC Magdeburg)                                                  | 2:04,93 min               |
| 1500 m                                               | Ellen Buchleitner geb. Kießling (ASV Köln)                                            | 4:16,07 min    | Carmen Wüstenhagen (SCC Berlin)                                                | 4:16,46 min              | Kristina da Fonseca-Wollheim (LAC Quelle Fürth/München)                          | 4:16,76 min               |
| 5000 m                                               | Uta Pippig (SCC Berlin)                                                               | 15:27,32 min   | Claudia Dreher (LG Olympia Dortmund)                                           | 15:47,43 min             | Monika Schäfer (LAC Quelle Fürth/München)                                        | 15:50,14 min              |
| 10.000 m                                             | Kathrin Weßel geb. Ullrich (OSC Berlin)                                               | 31:51,41 min   | Monika Schäfer (LAC Quelle Fürth/München)                                      | 32:54,70 min             | Claudia Dreher (LG Olympia Dortmund)                                             | 33:09,20 min              |
| Halbmarathon                                         | Katrin Dörre-Heinig (LAC Quelle Fürth/München)                                        | 1:12:13 h0000  | Sonja Krolik (LG Bayer Leverkusen)                                             | 1:12:51 h0000            | Luminita Zaituc (LG Braunschweig)                                                | 1:13:50 h0000             |
| Halbmarathon, Mannschaftswertung                     | LAC Quelle Fürth/MünchenKatrin Dörre-Heinig Monika Schäfer Andrea Fleischer           | 3:40:45 h0000  | LG BraunschweigLuminita Zaituc Doris Grossert Katrin Bröger                    | 3:57:50 h0000            | ASC Rosellen/NeussTanja Kalinowski Petra Maak geb. Sander Ute Jenke              | 3:58:26 h0000             |
| Marathon                                             | Romy Lindner (LAC Chemnitz)                                                           | 2:37:19 h0000  | Manuela Veith (ABC Ludwigshafen)                                               | 2:39:25 h0000            | Petra Maak geb. Sander (ASC Rosellen/Neuss)                                      | 2:44:21 h0000             |
| Marathon, Mannschaftswertung                         | ASC Rosellen/NeussPetra Maak geb. Sander Tanja Kalinowski Ute Jenke                   | 8:20:57 h0000  | Harburger TB 1865Ute Bergeest Ricarda Bolzon Sylvia Steppat                    | 8:57:36 h0000            | LAV Hamburg NordMarlis Schröder Gabriele Schult Claudia Vetter                   | 9:11:25 h0000             |
| 100-km-Straßenlauf                                   | Jutta Philippin (SpVgg Renningen)                                                     | 8:02:49 h0000  | Ulrike Steeger (LLG St. Augustin)                                              | 8:32:59 h0000            | Helga Backhaus (LG Nord Berlin)                                                  | 8:54:36 h0000             |
| 100-km-Straßenlauf, Mannschaftswertung – inoffiziell | LTF MarpingenAngelika Warken Karin Bach Marga Reidenbach                              | 30:24:11 h0000 | inoffiziell, da nur eine                                                       | inoffiziell, da nur eine | Mannschaft in der Wertung                                                        | Mannschaft in der Wertung |
| 100 m Hürden (Wind: +0,6)                            | Caren Jung (MTG Mannheim)                                                             | 13,01 s00      | Birgit Wolf (VfL Sindelfingen)                                                 | 13,03 s00                | Heike Blassneck (LAC Quelle Fürth/München)                                       | 13,24 s00                 |
| 400 m Hürden                                         | Heike Meißner (LG Dresdner SC)                                                        | 54,90 s00      | Silvia Rieger (TuS Eintracht Hinte)                                            | 55,13 s00                | Ulrike Urbansky (SC Magdeburg)                                                   | 57,05 s00                 |
| 4 × 100 m Staffel                                    | LG Olympia DortmundHeike Lüningschrör Martina Kersting Katja Seidel Silke-Beate Knoll | 44,88 s00      | LAC Quelle Fürth/MünchenHeike Blassneck Meyer Carla Verniset Christina Gruhler | 45,12 s00                | LG Bayer LeverkusenKerstin Reuter Anke Feller Stefanie Hütz Sandra Görigk        | 45,18 s00                 |
| 4 × 400 m Staffel                                    | LG Olympia DortmundImke Köhler Silvia Steimle Sandra Kuschmann Silke-Beate Knoll      | 3:31,29 min    | LG Bayer LeverkusenCarolin Broich Ruth Mayer Anke Feller Linda Kisabaka        | 3:31,95 min              | OSC BerlinClaudia Diefenbach Nadja Hack Anja Schmitz Jana Schönenberger          | 3:37,08 min               |
| 3 × 800 m Staffel                                    | SCC BerlinKatje Hoffmann Carmen Wüstenhagen Kati Kovacs                               | 6:17,95 min    | LAC Quelle Fürth/MünchenChristine Stief Elke Dietel Sabine Leist               | 6:31,09 min              | LG BraunschweigDoris Grossert Kristina Terheiden Katrin Bröger                   | 6:37,30 min               |
| 5000-m-Bahngehen                                     | Beate Gummelt geb. Anders (LAC Halensee Berlin)                                       | 21:02,34 min   | Sandy Leddin (TSV Erfurt)                                                      | 22:41,85 min             | Annett Amberg (LAZ Leipzig)                                                      | 23:26,59 min              |
| 10-km-Gehen                                          | Beate Gummelt geb. Anders (LAC Halensee Berlin)                                       | 44:32 min00    | Kathrin Boyde (LC Breisgau)                                                    | 44:51 min00              | Simone Thust (LAC Halensee Berlin)                                               | 46:56 min00               |
| Hochsprung                                           | Alina Astafei (USC Mainz)                                                             | 1,98 m         | Heike Henkel geb. Redetzky (LG Bayer Leverkusen)                               | 1,94 m                   | Heike Balck (LG Bayer Leverkusen)                                                | 1,90 m                    |
| Stabhochsprung                                       | Christine Adams (SuS Dinslaken)                                                       | 4,00 m         | Nicole Rieger (ASV Landau)                                                     | 3,95 m                   | Andrea Müller (LAZ Zweibrücken)                                                  | 3,95 m                    |
| Weitsprung                                           | Heike Drechsler geb. Daute (LAC Chemnitz)                                             | 6,94 m         | Claudia Gerhardt (LAZ Rhede)                                                   | 6,45 m                   | Ulrike Holzner (USC Mainz)                                                       | 6,44 m                    |
| Dreisprung                                           | Ramona Molzan (TV Schriesheim)                                                        | 13,70 m        | Angela Barylla (TV Wattenscheid 01)                                            | 13,62 m                  | Petra Lobinger geb. Laux (LG Bayer Leverkusen)                                   | 13,47 m                   |
| Kugelstoßen                                          | Astrid Kumbernuss (SC Neubrandenburg)                                                 | 20,77 m        | Kathrin Neimke (SC Magdeburg)                                                  | 19,82 m                  | Stephanie Storp (VfL Wolfsburg)                                                  | 18,94 m                   |
| Diskuswurf                                           | Ilke Wyludda (LAC Chemnitz)                                                           | 65,00 m        | Franka Dietzsch (SC Neubrandenburg)                                            | 60,96 m                  | Anja Gündler (OSC Berlin)                                                        | 59,12 m                   |
| Hammerwurf                                           | Inga Beyer (SV Holtland)                                                              | 60,12 m        | Simone Mathes (LAC Quelle Fürth/München)                                       | 59,74 m                  | Kirsten Münchow (LG Porta Westfalica)                                            | 57,22 m                   |
| Speerwurf                                            | Tanja Damaske (OSC Berlin)                                                            | 65,94 m        | Steffi Nerius (LG Bayer Leverkusen)                                            | 65,36 m                  | Silke Renk (SV Halle)                                                            | 64,82 m                   |
| Siebenkampf                                          | Kathleen Gutjahr (SC Neubrandenburg)                                                  | 6003 P         | Katrein Schröder (LG Sempt)                                                    | 5597 P                   | Birgit Gautzsch (Schweriner SC)                                                  | 5519 P                    |
| Siebenkampf, Mannschaftswertung                      | LG SemptKarin Specht Katrein Schröder Christine Huber                                 | 16.716 P       | TSG Gießen-WieseckUlrike Schlechtweg Frauke Platner Uta Heuser                 | 14.830 P                 | LAV Bayer Uerdingen/DormagenKristin Burckhardt Marlon Donner Maren Schott        | 14.414 P                  |
| Crosslauf Mittelstrecke – 3,8 km                     | Petra Wassiluk (ASC Darmstadt)                                                        | 12:54 min00    | Claudia Metzner (Eintracht Frankfurt)                                          | 13:01 min00              | Kathrin Wolf (LAC Quelle Fürth/München)                                          | 13:05 min00               |
| Crosslauf Mittelstrecke, Mannschaftswertung          | LAC Quelle Fürth/MünchenKathrin Wolf Kristina da Fonseca-Wollheim Claudia Lenz        | Pl.-Ziff. 14   | LG BraunschweigDoris Grossert Martina Lehmann Katrin Bröger                    | Pl.-Ziff. 24             | Eintracht FrankfurtClaudia Metzner Steffi Kallensee Gabriele Huber               | Pl.-Ziff. 26              |
| Crosslauf Langstrecke – 7,2 km                       | Claudia Lokar geb. Borgschulze (LG Olympia Dortmund)                                  | 24:44 min00    | Claudia Dreher (LG Olympia Dortmund)                                           | 25:10 min00              | Sonja Krolik (LG Bayer Leverkusen)                                               | 25:15 min00               |
| Crosslauf Langstrecke, Mannschaftswertung            | LG Olympia DortmundClaudia Lokar geb. Borgschulze Claudia Dreher Antje Pohlmann       | Pl.-Ziff. 19   | ASC Rosellen/NeussTanja Kalinowski Petra Maak geb. Sander Ute Jenke            | Pl.-Ziff. 29             | LAC Quelle Fürth/MünchenJohanna Baumgartner Gabriele Almanstötter Ursula Schedel | Pl.-Ziff. 52              |
| Berglauf – 9,3 km                                    | Gudrun de Pay (TSV Trochtelfingen)                                                    | 41:04 min00    | Johanna Baumgartner (LAC Quelle Fürth/München)                                 | 41:48 min00              | Heidrun Vetter (LG Pfullingen)                                                   | 42:25 min00               |
| Berglauf, Mannschaftswertung                         | LC BreisgauSonja Ambrosy Bettina Seith Heike Stegemann                                | 2:14:57 h0000  | LAC Quelle Fürth/MünchenJohanna Baumgartner Silke Hennersdorf Ursula Schedel   | 2:19:10 h0000            | TSV BurghaslachFischer Glatz Dagmar Weinländer                                   | 2:29:41 h0000             |